# Regndroppskaka

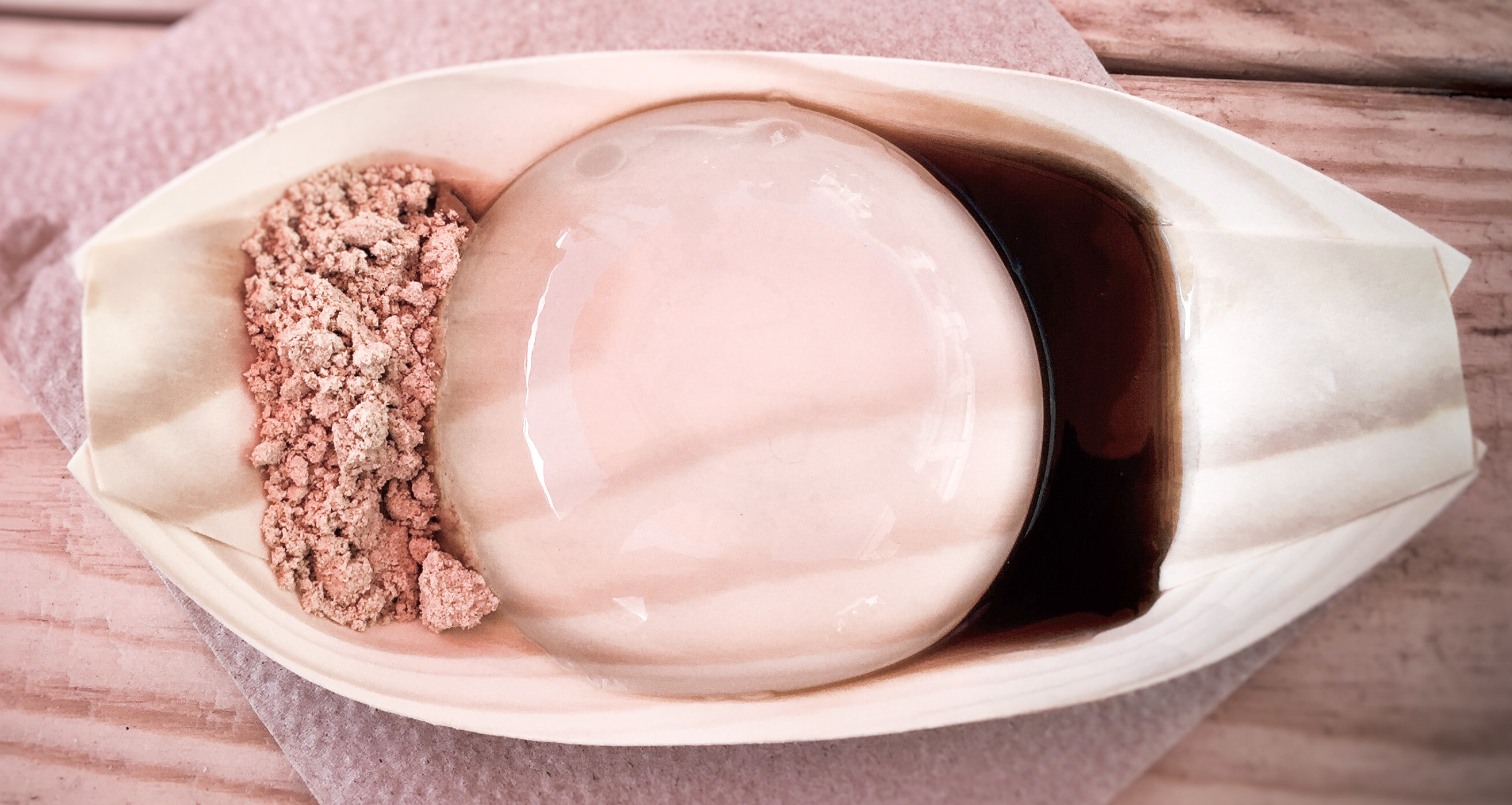
Regndroppskaka serveras med kuromitsu och kinako.

Regndroppskaka är en dessert gjord av vatten och agar, och ska likna en regndroppe. Den blev populär i Japan 2014 och blev senare internationellt uppmärksammad. 

## Historia
Rätten är en utveckling av den traditionella japanska desserten shingen mochi (信玄餅) och hette ursprungligen mizu shingen mochi (水信玄餅).

### Shingen Mochi
Shingen mochi (信玄餅) skapades ursprungligen som nödmat under Sengoku-eran. Shingen mochi gjordes av rismjöl och socker.

### Mizu Shingen Mochi
I det moderna Japan började lokalbefolkningen i Hokuto-cho blanda in färskt mineralvatten i desserten. Företaget Kinseiken Seika Company i Yamanashi prefektur var en av de första butikerna som sålde rätten under helger.
Mizu betyder vatten och shingen mochi är en typ av söt riskaka (mochi) som tillverkas av företaget Kinseiken. 2013 ville skaparen av maträtten utforska idén om att göra ätbart vatten Desserten blev en viral sensation och folk gjorde långväga resor för att få uppleva rätten.
Darren Wong var den som introducerade rätten till USA, då han tog den till New York Citys Smorgasburgs matmässa i april 2016. Strax därefter arbetade Londonrestaurangen Yamagoya i fyra månader med att utveckla en annan version.

## Beskrivning
Rätten är gjord av mineralvatten och agar; därför saknar den i princip kalorier. I ursprungsrätten kom vattnet från Mount Kaikoma i de södra japanska alperna och den har beskrivits ha en mild och söt smak. Agar är ett vegetariskt/veganskt alternativ till gelatin tillverkat av tång.  Efter uppvärmning formas och kyls agaren.  En melassliknande sirap, kuromitsu, och sojabönmjöl, kallat kinako, används som topping. Rätten ser ut som en genomskinlig regndroppe, även om den också har jämförts med bröstimplantat och maneter.  Den i princip smaklösa desserten smälter i munnen och måste ätas direkt, annars smälter den och avdunstar inom 20 minuter efter tillverkning.
Desserten säljs som gör-det-själv-kit. Den har visats i amerikanska medier på The Today Show, BuzzFeed och ABC News.